# Дим
 Тази статия е за остатъка от изгаряне.  За филма вижте Дим (филм).  
Димът представлява плуващи във въздуха твърди частици (сажди, пепел), остатъци от непълното изгаряне на отоплителни и други материали. Има отрицателно хигиенно значение, тъй като попада в белите дробове заедно с вдишвания въздух и може да предизвика болестни изменения. Освен това димът изменя микроклимата, като намалява слънчевото лъчение и особено на ултравиолетовите лъчи и улеснява образуването на мъгла. Отразява се неблагоприятно и на растенията и животните. Особено вреден е димът от изгарянето на химически отпадъци и продукти на химическата промишленост.